# Slaxx
Slaxx è un film canadese del 2020, diretto e co-sceneggiato da Elza Kephart. Appartenente al genere commedia dell'orrore, rappresenta un omaggio al filone degli horror demenziali degli anni '80.

## Trama
Libby, adolescente idealista che sogna un mondo più giusto, è contentissima di iniziare a lavorare per il colosso dell'abbigliamento Cotton Clothiers, che ha fatto di inclusività e basso impatto ambientale i suoi principali cavalli di battaglia. Fin da subito, l'ambiente appare diverso da come se lo aspettava: gli altri dipendenti sembrano poco interessati a rapporti umani e concentrati soltanto sul profitto, inoltre i dipendenti sono obbligati a indossare abiti della collezione corrente che devono pagare di tasca propria. Poiché il suo contratto lavorativo parte da mezzanotte, Libby non può neanche usufruire dello sconto dipendenti. 
Quella notte è previsto l'allestimento per il lancio di un nuovo prodotto, un modello di jeans unisex taglia unica che si adatta perfettamente al corpo di chi lo indossa: addirittura il proprietario del marchio fa visita al punto vendita, mentre è attesa la visita della nota influencer Peyton Jewels per pubblicizzare il lancio. Per la nottata è previsto il lockdown del negozio: nessuno potrà entrare o uscire, né comunicare con l'esterno, fino alle 8:00 del giorno successivo. Mentre Libby si ritrova costretta a rubare degli abiti per risultare presentabile per l'evento, un'altra dipendente (Jemma) decide deliberatamente di indossare proprio uno dei nuovi jeans. I pantaloni iniziano tuttavia a provocarle un ciclo anticipato: quando va in bagno non riesce ad abbassarli e i jeans stessi finiscono per ucciderla. La supervisora Hunter viene inviata dal manager Craig a cercare la collega, tuttavia anche lei viene uccisa dai jeans. 
Disperato per l'assenza di ben due dipendenti, Craig invia proprio Libby a cercarle: la ragazza trova quindi il cadavere di Jemma, tuttavia il superiore decide di occultare tutto con lo scopo di preservare il nome dell'azienda. Quando Libby trova l'altro cadavere, l'uomo arriva addirittura a tramortirla. Durante la visita dell'influencer, evento durante il quale il lockdown viene interrotto per un'ora, il jeans si rivela a tutti e uccide prima l'influencer e poi ogni altro dipendente. Si salvano solo Libby, Craig e Shruti, ragazza indiana che non si accorge di niente perché sta ascoltando della musica di Bollywood ad altissimo volume: il jeans apprezza la musica e inizia addirittura a ballare.
Al risveglio, Libby si rende conto di cosa è successo e avvisa Shruti: le due non riescono tuttavia a scappare prima che si riattivi il lockdown. Decidono dunque di rifugiarsi nell'ufficio di Craig, senza sapere che l'uomo si è già reso conto di tutto ed ha assistito impassibile alla morte della sua superiora Barb, alla quale intendeva usurpare il posto. Dopo aver visionato i video delle telecamere, i tre si rendono conto di come la musica indiana abbia risparmiato Srhuti: la ragazza inizia quindi a comunicare in indù con i pantaloni attraverso un interfono. Utilizzando del sangue per scrivere su un muro, i jeans si rivelano posseduti dallo spirito di una tredicenne indiana che veniva sfruttata nei campi di cotone ed è morta durante il lavoro. Le ragazze si rendono conto allora di come l'azienda utilizzi le tematiche sociali soltanto come slogan ma sia in realtà interessata soltanto al profitto economico: intendono dunque denunciare tutto e far sì che la storia della ragazza sia conosciuta per placare la sua ira.
Craig tuttavia non è d'accordo: mette dunque in fuga i jeans con un estintore e cerca di costringere le ragazze a consegnargli la videocamera dell'influencer defunta, che rappresenta ora una prova di quanto sta accadendo. Dopo il rifiuto delle due, prova a rinchiuderle in uno sgabuzzino dove rischiano di essere aggredite non solo dai pantaloni con cui hanno già interagito ma anche con i tanti altri potenzialmente posseduti dalla ragazzina: quando si rende conto che neanche così riuscirà a ottenere ciò che vuole, le raggiunge. Le due ragazze scappano da lui, tuttavia l'uomo riesce a braccare Shruti e la uccide nonostante questa gli abbia consegnato la videocamera. La micro SD che include il video di quanto accaduto è tuttavia con Libby: l'uomo la bracca e tenta di ucciderla, tuttavia viene fermato dalla moltitudine di jeans posseduti che lo dilania completamente. Sono le 8 in punto e una calca di persone sta per riversarsi nel negozio: Libby prova a convincere la ragazzina che tutti loro sono innocenti, tuttavia all'apertura delle porte si riversano tutti dentro e inizia il massacro. Libby giace a terra travolta da tutti, tuttavia ha ancora la micro SD in mano.

## Produzione
La realizzazione di Slaxx è stata annunciata nel 2019 durante la presentazione del distributore nascente The Horror Collective, azienda che ha esordito nel mondo del cinema proprio con questo film.

## Distribuzione
Slaxx è stato presentato per la prima volta nell'agosto 2020 durante Fantasia International Film Festival: tale edizione dell'evento si è tenuta esclusivamente online. Immediatamente dopo, il film è stato distribuito nei cinema canadesi. I diritti per la pubblicazione nel mercato on demand sono stati acquisiti da Shudder, che l'ha reso disponibile a livello internazionale nel corso del 2021.

## Accoglienza
Sull'aggregatore Rotten Tomatoes il film riceve il 96% delle recensioni professionali positive con un voto medio di 6,8 su 10 basato su 68 critiche, mentre su Metacritic ottiene un punteggio di 64 su 100 basato su 5 critiche.